# English Longhorn

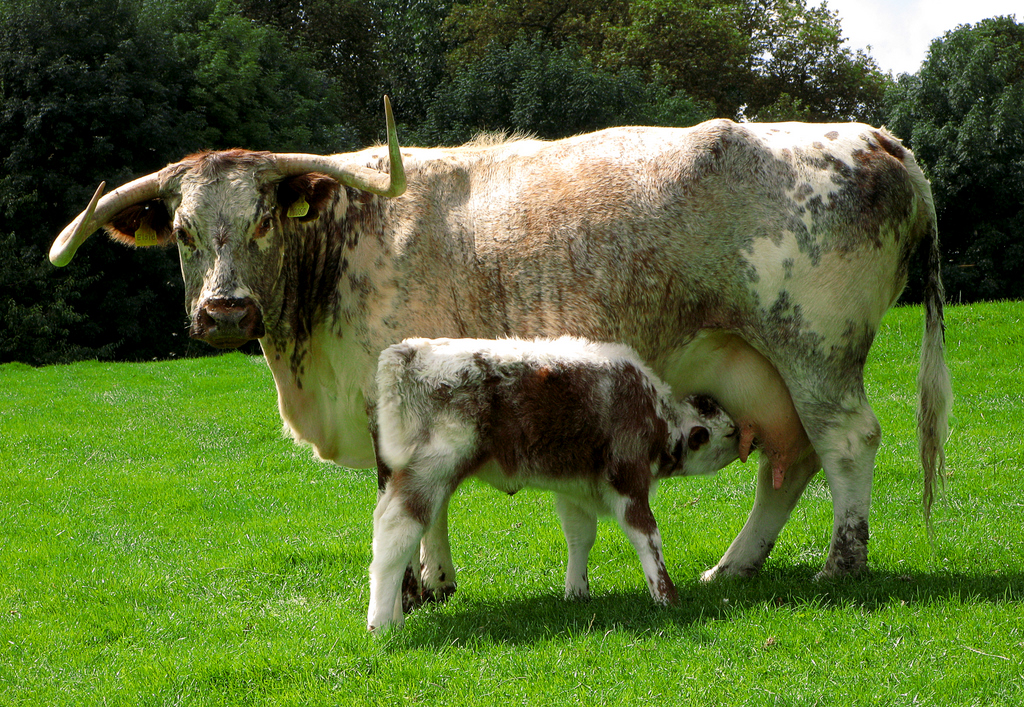
English Longhorn-Kuh mit Kalb

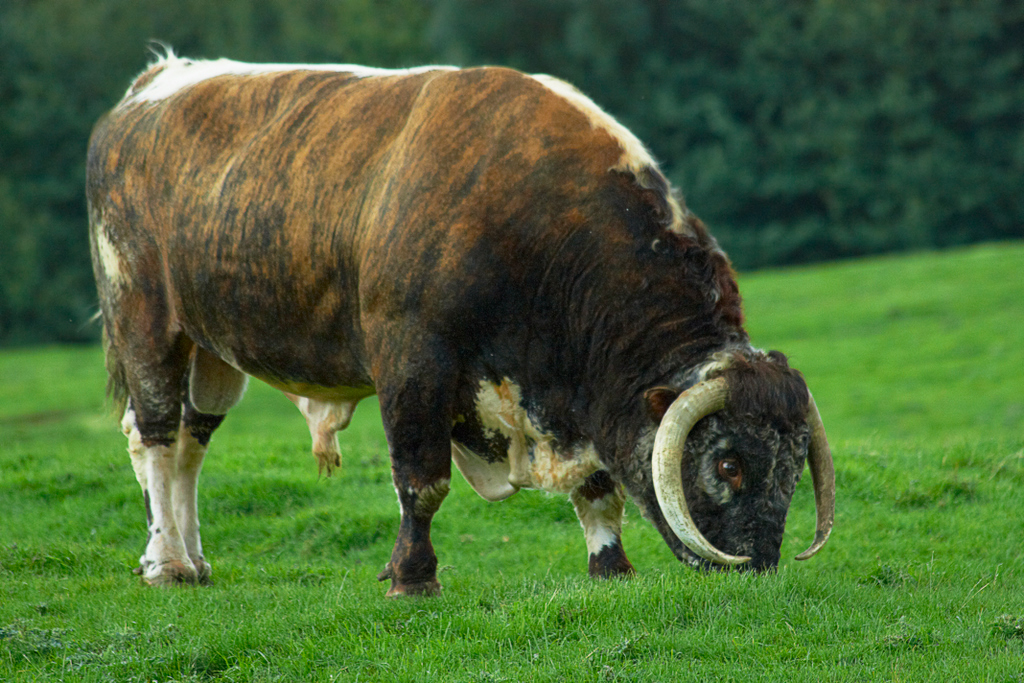
English Longhorn-Bulle

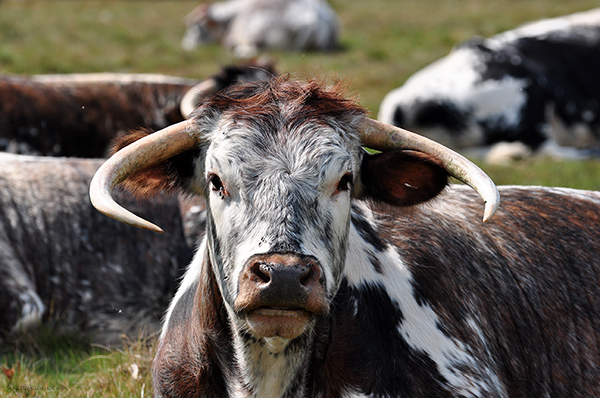
Kopfstudie eines English Longhorn-Rindes

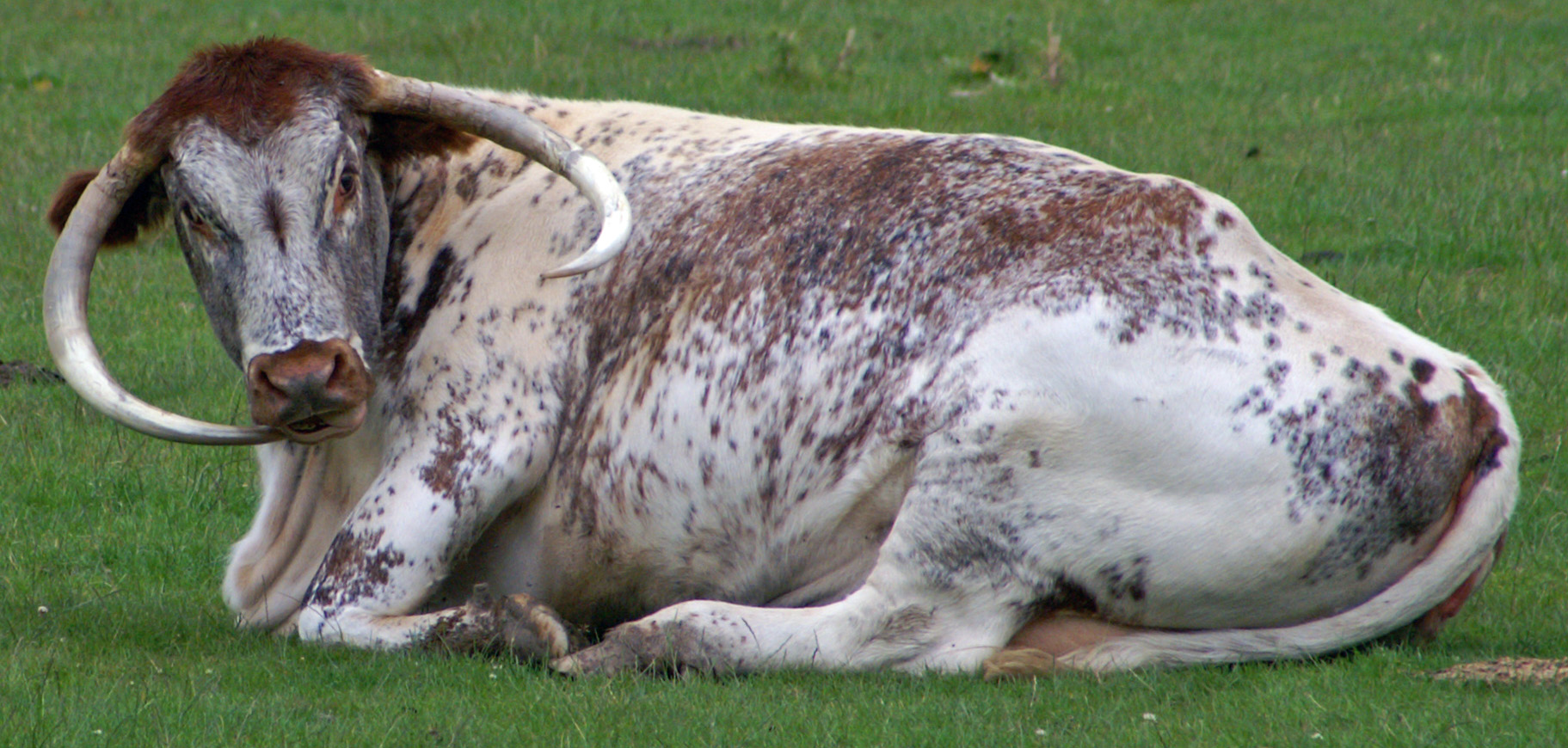
Im Gras liegende English Longhorn-Kuh

English Longhorn oder British Longhorn (Englisches Langhornrind, historisch wurde das Rind auch als Dishley, Leicestershire, Lancashire oder Warwickshire Rind bezeichnet) ist eine mittlerweile seltene weißbraune Hausrindrasse aus Großbritannien, zu deren Merkmalen die langen, gebogenen Hörner gehören, die das Gesicht einrahmen.
English-Longhorn-Rinder werden fast ausschließlich in Großbritannien gehalten. Zu Beginn des 21. Jahrhunderts gab es 1800 Zuchttiere in ungefähr 150 Beständen. Die Rasse wird auf der Beobachtungsliste des britischen Rare Breeds Survival Trust geführt, aktuell (2021) allerdings nicht mehr als gefährdet.

## Merkmale
Das English Longhorn ist ein mittelrahmiges Rind, dessen Fellfarbe von Dunkelbraun über Rostrot bis Hellrot reicht. Es gibt auch gestromte oder rotgeschimmelte Individuen. Rassenmerkmal ist ein weißer Streifen auf dem Rücken und Bauch sowie ein weißer Schwanz. Gewünscht ist, dass die Rinder auch einen weißen Flecken auf den Oberschenkeln aufweisen. Unerwünschte Rasseeigenschaften sind Klauen oder Hörner mit schwarzer Färbung sowie Tiere ohne Rotanteil im Fell.
Die Widerristhöhe der Stiere, die ein Gewicht von bis zu 1000 Kilogramm erreichen, beträgt 145 bis 150 Zentimeter. Die Kühe erreichen eine Widerristhöhe von 130 bis 140 Zentimeter und wiegen zwischen 500 und 600 Kilogramm. Der Rücken ist bei beiden Geschlechtern gerade, das Hinterviertel ist kräftig. Die Hörner sind lang und schlank und weisen bei den meisten Tieren nach unten. Das Fell ist dicht und seidig.
English Longhorn gilt als eine robuste und anspruchslose Rinderrasse von gutmütigem Temperament. Ihre Fruchtbarkeit ist hoch, sie kalben problemlos und haben gute Muttereigenschaften. Die Kälber sind frohwüchsig.
Die Rasse eignet sich zur extensiven Mutterkuhhaltung und liefert ein fein marmoriertes Fleisch ohne Fettauflage.

## Geschichte
Das Englische Longhorn stammt ursprünglich aus dem Norden und der Mitte Englands sowie Irlands. Ihre Bedeutung erlangte diese Rinderrasse, als der einflussreiche britische Landwirt und Viehzüchter Robert Bakewell um die Mitte des 18. Jahrhunderts eine gezielte Zucht mit dieser Rasse begann. Bakewell kreuzte langhornige Kühe der ursprünglichen Dreinutzungsrasse, die sich durch ein kräftiges Hinterviertel und ein schnelles Erreichen der körperlichen Reife auszeichneten, mit Westmoreland-Bullen und schuf so eine Rasse, die sich durch ihre hohe Fleischleistung auszeichnete. Die züchterische Verbesserung dieser Rasse fällt in einen Zeitraum, in dem durch die beginnende Industrialisierung ein immer größer werdender Teil der britischen Bevölkerung in Städten lebte und die Nachfrage nach Fleisch zunahm. Das English Longhorn ist entsprechend eine der frühen Mastrassen. Auch nach heutigen Maßstäben gilt das English-Longhorn-Rind als eine Rasse mit einem günstigen Fleisch-Knochen-Verhältnis und einem hohen Ausschlachtungsgrad. Bullen erreichen in einem Lebensalter von 400 Tagen durchschnittlich ein Gewicht von 475 Kilogramm.
Durch die züchterische Verbesserung, die Bakewell erzielen konnte, war das English Longhorn in England und Irland um die Wende ins 19. Jahrhundert die am häufigsten gehaltene Rinderrasse. In seiner Bedeutung wurde es erst im frühen 19. Jahrhundert durch kurzhornige Rinderrassen abgelöst. Die Zahl der gehaltenen Tiere nahm danach stetig ab. Zwar wurde 1878 der erste Zuchtverband mit Namen The Longhorn Cattle Society gegründet, 1950 wurde die Rasse jedoch nur noch in wenigen Betrieben gehalten. Die Rasse wird heute durch Bemühungen des Rare Breeds Survival Trust erhalten.

## Heutige Zucht

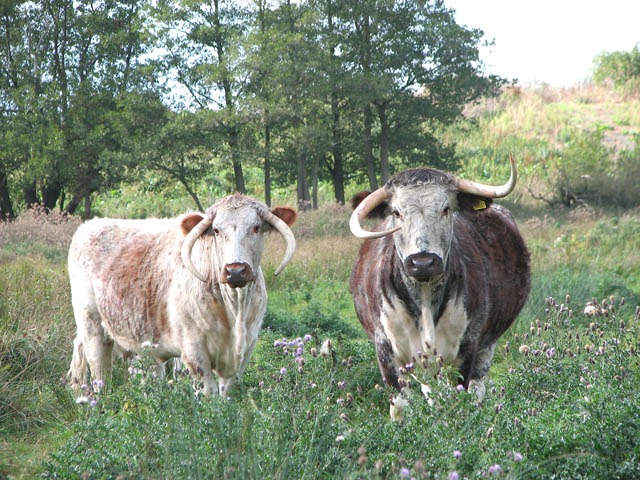
Zwei English Longhorns

In Großbritannien wird von der Longhorn cattle society das Herdbuch für die Rasse geführt. Von 1982 bis 2009 wurden auch Tiere, die keinen gesicherten Abstammungsnachweis hatten, in die Hauptabteilung A aufgenommen. Seitdem ist es ein offenes Herdbuch, in dem Tiere mit einem vom Verband gekörten Vater bei nichtgesicherter Abstammung und ausgeprägten Rassemerkmalen über die Abteilungen B und C nach drei Generationen in die Abteilung A mit einem dann gesicherten Blutanteil von 87,5 % übernommen werden.
Bullen zum Zuchteinsatz müssen mit einem Lebensalter von 400 Tagen mindestens 431 kg wiegen, mit 600 Tagen mindestens 631 kg und mit einem Lebensalter von 800 Tagen ein Gewicht von mindestens 731 kg erreicht haben. Tiere mit nicht voll ausgebildeten Hörnern sowie schwarzen Hörnern oder Klauen werden nicht in das Herdbuch aufgenommen. Die weiteren festgelegten Rassemerkmale orientieren sich an älteren Beschreibungen.
Heutiges Zuchtziel ist die Einhaltung der beschriebenen Rassemerkmale. Insbesondere Abweichung in der Fell-, Horn- und Klauenfarbe ergeben Abzüge bei der Typbewertung. Ebenso zu tief hängende Euter mit nicht saugfähigen Zitzen. Eine English-Longhorn-Kuh soll jedes jahr ein frohwüchsiges Kalb aufziehen.
2013 gab es in Großbritannien insgesamt 13.663 registrierte Tiere.
In Deutschland werden Herdbücher vom Fleischrinder Herdbuch Bonn e. V. und vom Rinderzuchtverband Berlin-Brandenburg e.G. als anerkannten Zuchtverbänden geführt. Im Jahr 2015 sind bei beiden Zuchtorganisationen keine lebenden Tiere der Rasse registriert.

## Unterschied zum Texas Longhorn

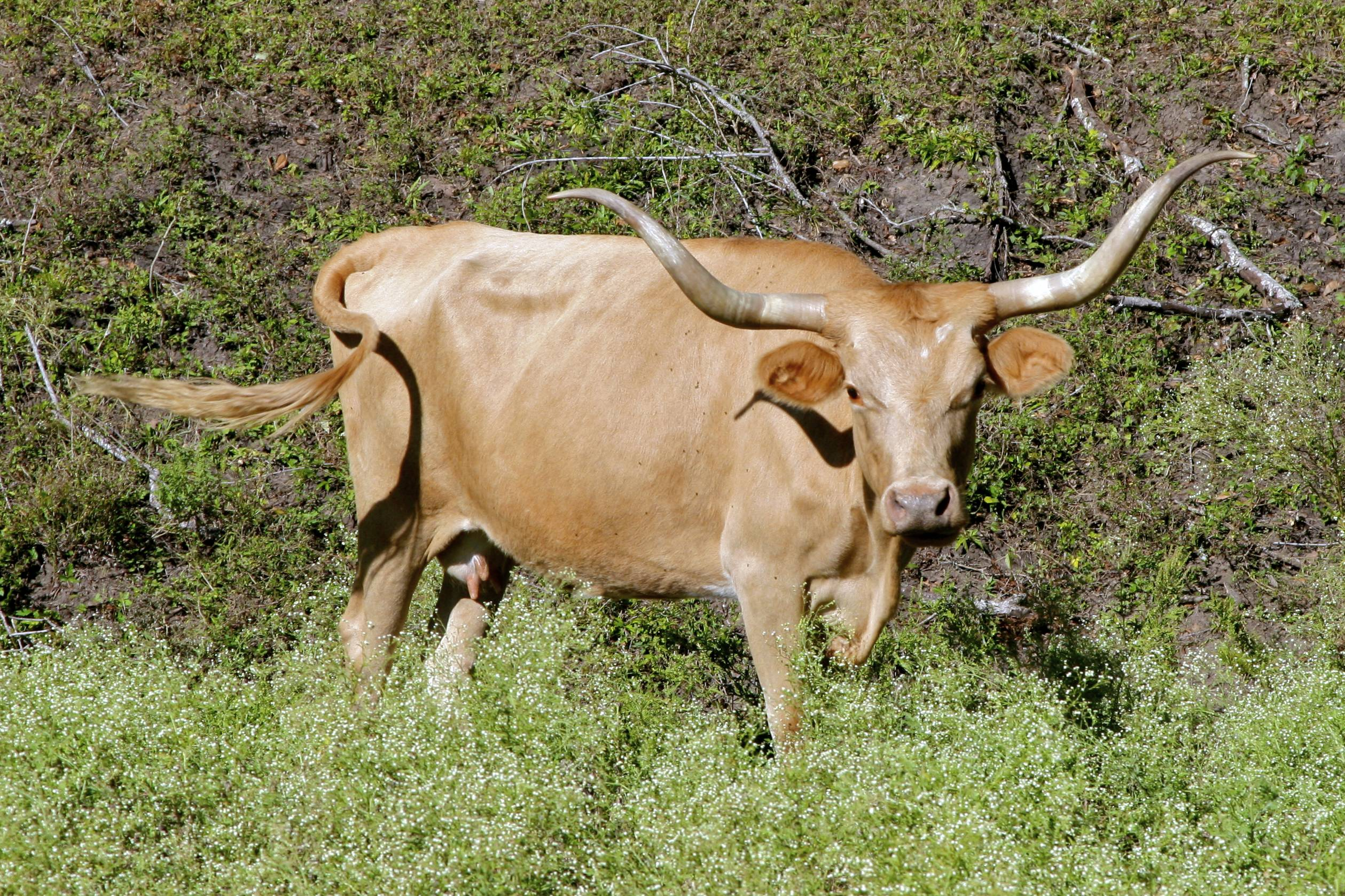
Texas Longhorn-Kuh

Ähnlich wie das English Longhorn weist auch das Texas Longhorn imponierend lange Hörner auf. Die beiden Rassen sind jedoch nicht näher miteinander verwandt und unterscheiden sich auch dadurch, dass die Hörner beim Texas Longhorn weitgeschwungen sind und insbesondere bei älteren Ochsen eine sehr große Spannbreite haben können. Die Rasse des Texas Longhorn, die insgesamt kleiner und leichter ist als das English Longhorn, geht auf Rinder zurück, die im 16. Jahrhundert von den Spaniern über Mexiko in das Gebiet der heutigen USA gebracht wurden. Als zähe, anspruchslose und widerstandsfähige Tiere, die auch mit sehr ariden Regionen zurechtkommen, hatten die Texas Longhorns ihre wirtschaftlich größte Bedeutung in den zwei Jahrzehnten nach dem Ende des Amerikanischen Bürgerkriegs, als im Südwesten der USA diese Rinder herangezogen wurden und von Cowboys zur Schlachtung in den Nordosten der USA getrieben wurden.